# John McAfee
John McAfee (anglès: John David McAfee)  (Cinderford, 18 de setembre de 1945 - Centre Penitenciari Brians 2, 23 de juny de 2021) fou un magnat i programador informàtic britànic-nord-americà, fundador de McAfee. Va ser un dels primers a dissenyar un programari antivirus i de desenvolupar un escàner de virus informàtic.
Nascut al Regne Unit, es va criar a Salem, a Virgínia. Es llicencià en matemàtiques de la Universitat de Roanoke en 1967, i va rebre un doctorat honorífic d'aquesta institució en 2008. Va buscar la nominació del Partit Llibertari per a les Eleccions presidencials dels Estats Units de 2016.
John McAfee va ser un dels primers programadors a dissenyar un antivirus i a desenvolupar un escànner de virus informàtic quan treballava per a l'empresa aeroespacial Lockheed Corporation. El 1989 va fundar l'empresa antivirus McAfee Associates, que durant uns anys es va dir Network Associates i que finalment va esdevenir la coneguda empresa McAfee. El 2010 va decidir engegar un nou projecte centrat en la bioseguretat al capdavant de lempresa QuorumEx, amb seu a Belize.
El 2012 va ser acusat d'assassinat a Belize i va demanar l'asil a Guatemala, que no l'hi va concedir. Va ser detingut per haver entrat sense permís al país i va tornar als Estats Units. El juliol del 2019 va ser arrestat en un port de la República Dominicana amb diverses armes a bord del seu iot. Ell mateix havia informat dies abans de la seva detenció que marxava dels Estats Units perquè la CIA havia provat de detenir-lo per suposats delictes fiscals. Finalment, les autoritats dominicanes el van deixar en llibertat i McAfee va viatjar al Regne Unit.
El 5 d'octubre de 2020 va ser detingut a l'Aeroport del Prat, a Barcelona, per delictes fiscals als Estats Units. El 23 de juny de 2021 va ser trobat sense vida a la cel·la del Centre Penitenciari Brians 2, de Sant Esteve Sesrovires poc després que un jutge autoritzés la seva extradició als EUA.